# Fotbalistul FWA al anului

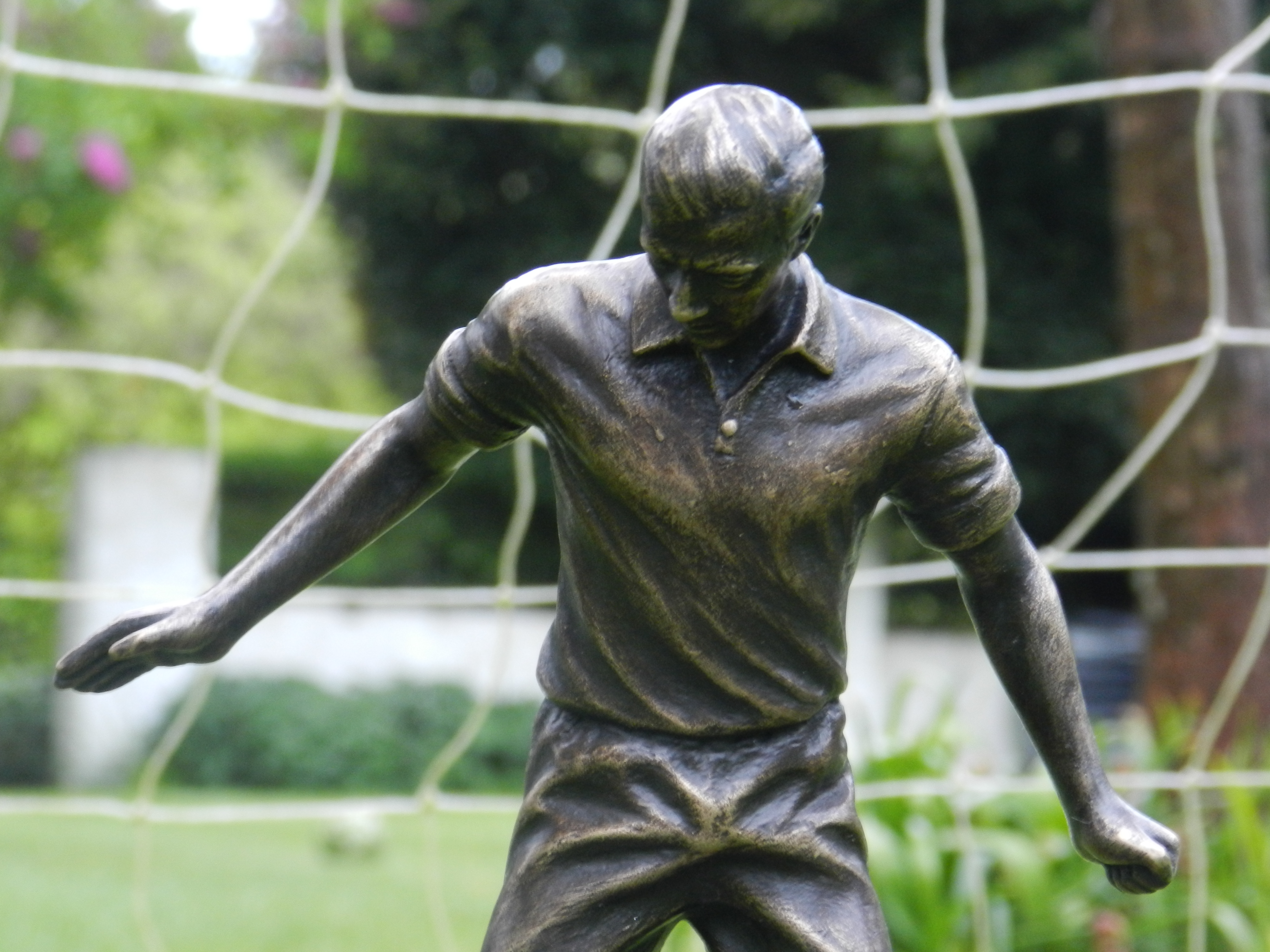
Trofeul acordat pentru Fotbalistul Anului, începând cu anul 2015

Fotbalistul FWA al anului este un premiu anual decernat celui mai bun fotbalist al sezonului din Anglia, conform Asociației Jurnaliștilor de Fotbal (FWA) (engleză Football Writers' Association). Premiul este acordat începând cu sezonul 1947–48, când câștigător a devenit jucătorul lui Blackpool, mijlocașul Stanley Matthews. Cel mai recent câștigător al premiului este egipteanul Mohamed Salah, de la Liverpool, pentru sezonul 2024–25.
Thierry Henry și Mohamed Salah au obținut de cele mai multe ori premiul, fiecare câștigându-l de câte trei ori.
Nouă jucători au câștigat premiul de cel puțin două ori.
Câștigătorul este ales prin vot de către membrii Football Writers' Association (FWA), asociație care cuprinde aproape 400 de jurnaliști de fotbal din întreaga Anglie. Premiul a fost înființat la sugestia lui Charles Buchan, un fost fotbalist profesionist, care ulterior a devenit jurnalist și unul din membrii fondatori ai asociației.

## Câștigători
Până în 2025, premiul a fost acordat de 78 de ori, pentru 68 de câștigători diferiți. În sezonul 1968–69, au fost premiați doi fotbaliști, Tony Book de la Manchester City FC și Dave Mackay, jucătorul lui Derby County FC. Tabelul de mai jos indică de asemenea dacă jucătorul respectiv a mai câștigat unul sau mai multe premii majore de "fotbalist al anului" în Anglia, și anume premiul, Fotbalistul PFA al anului (PPY) oferit de Professional Footballers' Association (PFA), „Fotbalistul PFA al anului în opinia fanilor” (FPY), și premiul „Tânărul fotbalist PFA al anului” (YPY).

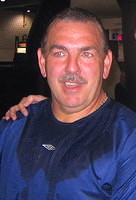
Neville Southall, cel mai recent portar care a câștigat premiul, în sezonul 1984-85

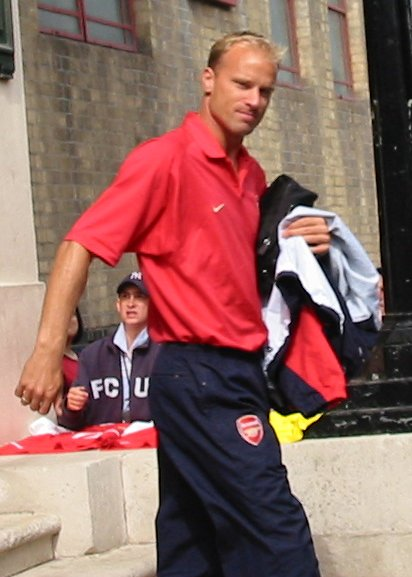
Dennis Bergkamp, câștigătorul din sezonul 1997-98

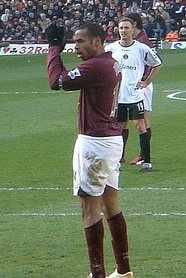
Thierry Henry e primul câștigător în două sezoane consecutive

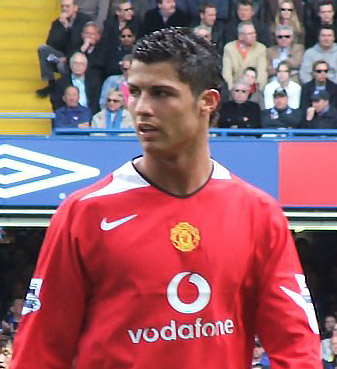
Cristiano Ronaldo a câștigat premiul de două ori consecutiv, în 2006–07 și 2007–08

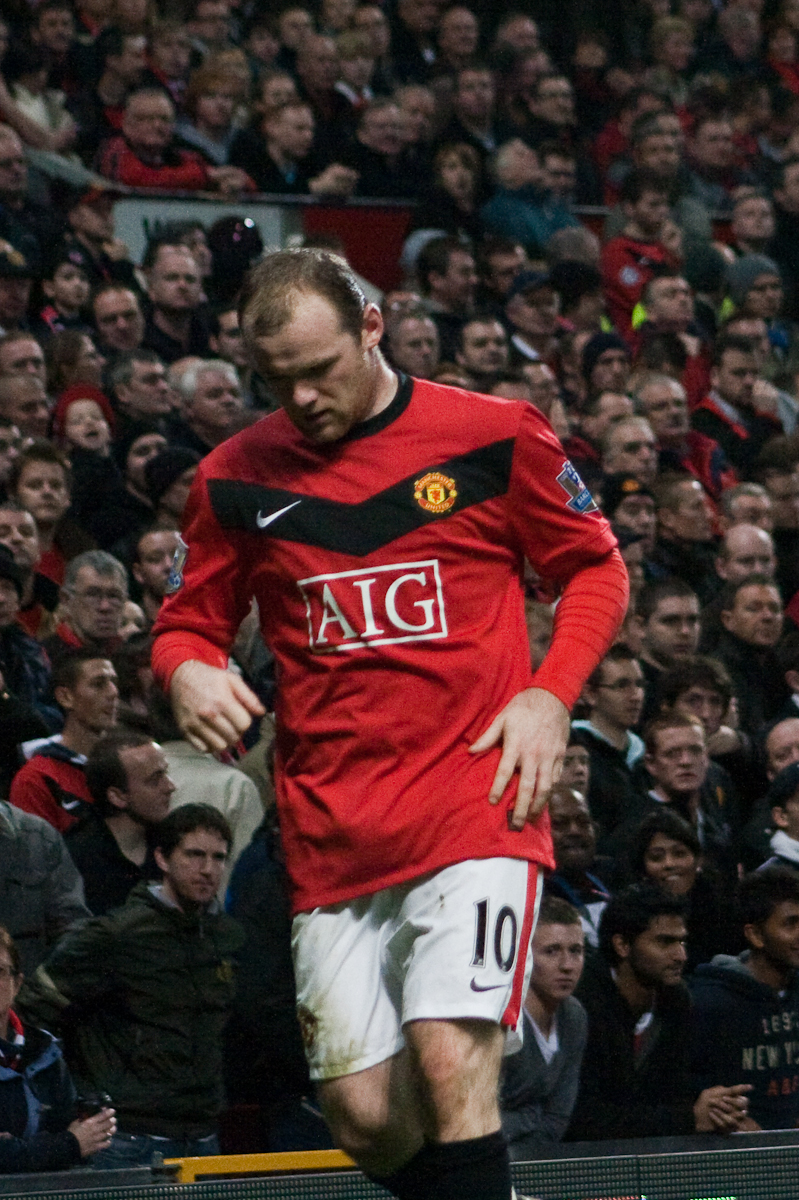
Wayne Rooney, câștigătorul din 2009-10

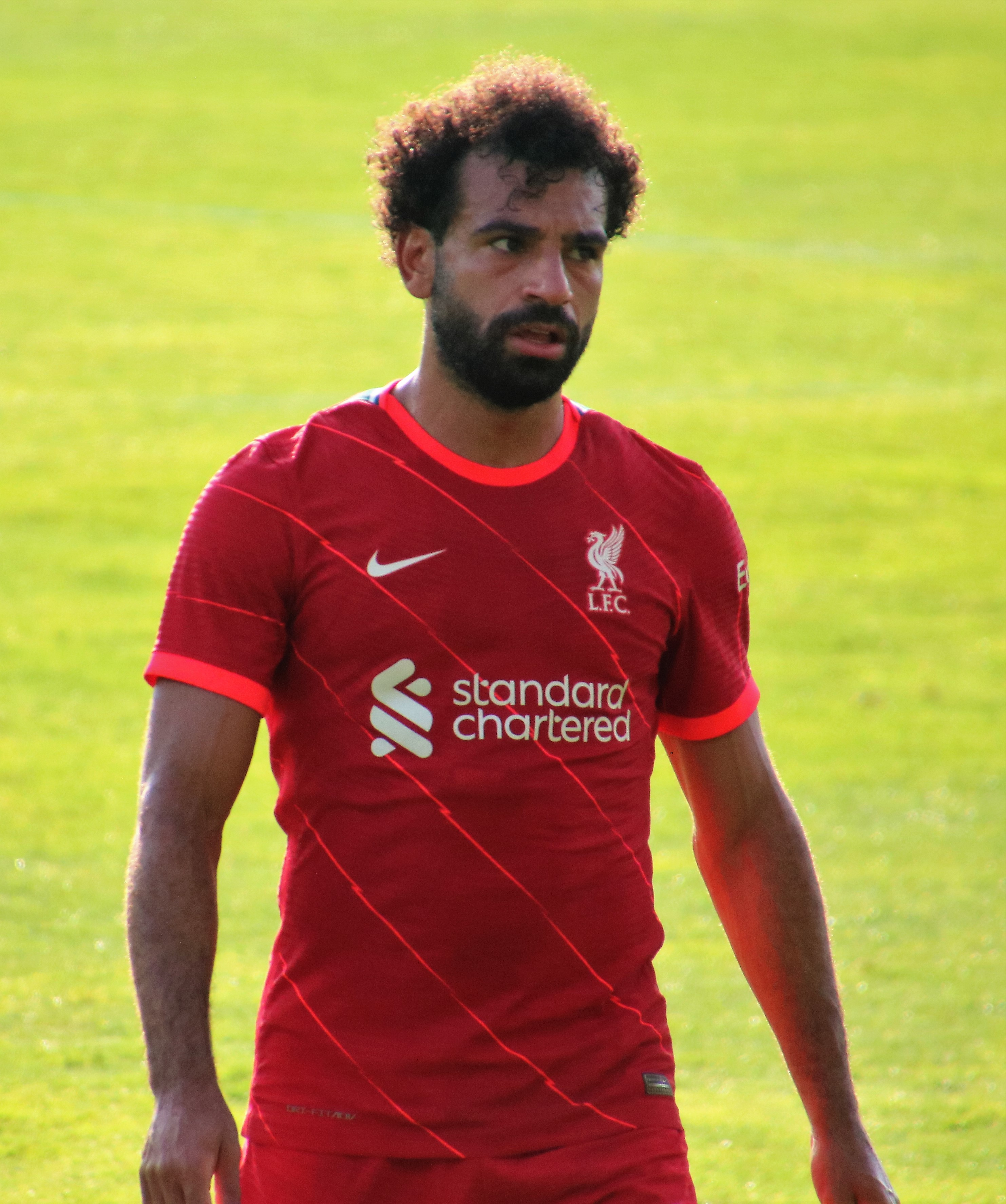
Mohamed Salah, câștigător în sezoanele 2017-18, 2021-22 și 2024-25

| An      |          | Jucător               | Club                    | Alte premii        | Note   |
| ------- | -------- | --------------------- | ----------------------- | ------------------ | ------ |
| 1947–48 | ENG      | Stanley Matthews      | Blackpool               |                    |        |
| 1948–49 | IRE      | Johnny Carey          | Manchester United       |                    | [ 10 ] |
| 1949–50 | ENG      | Joe Mercer            | Arsenal                 |                    |        |
| 1950–51 | ENG      | Harry Johnston        | Blackpool               |                    |        |
| 1951–52 | ENG      | Billy Wright          | Wolverhampton Wanderers |                    |        |
| 1952–53 | ENG      | Nat Lofthouse         | Bolton Wanderers        |                    |        |
| 1953–54 | ENG      | Tom Finney            | Preston North End       |                    |        |
| 1954–55 | ENG      | Don Revie             | Manchester City         |                    |        |
| 1955–56 | GER      | Bert Trautmann        | Manchester City         |                    |        |
| 1956–57 | ENG      | Tom Finney            | Preston North End       |                    | [ 11 ] |
| 1957–58 | NIR      | Danny Blanchflower    | Tottenham Hotspur       |                    |        |
| 1958–59 | ENG      | Syd Owen              | Luton Town              |                    |        |
| 1959–60 | ENG      | Bill Slater           | Wolverhampton Wanderers |                    |        |
| 1960–61 | NIR      | Danny Blanchflower    | Tottenham Hotspur       |                    |        |
| 1961–62 | ENG      | Jimmy Adamson         | Burnley                 |                    |        |
| 1962–63 | ENG      | Stanley Matthews (2)  | Stoke City              |                    | [ 12 ] |
| 1963–64 | ENG      | Bobby Moore           | West Ham United         |                    |        |
| 1964–65 | SCO      | Bobby Collins         | Leeds United            |                    |        |
| 1965–66 | ENG      | Bobby Charlton        | Manchester United       |                    |        |
| 1966–67 | ENG      | Jack Charlton         | Leeds United            |                    |        |
| 1967–68 | NIR      | George Best           | Manchester United       |                    |        |
| 1968–69 | ENG      | Tony Book             | Manchester City         |                    |        |
| 1968–69 | SCO      | Dave Mackay           | Derby County            |                    |        |
| 1969–70 | SCO      | Billy Bremner         | Leeds United            |                    |        |
| 1970–71 | SCO      | Frank McLintock       | Arsenal                 |                    |        |
| 1971–72 | ENG      | Gordon Banks          | Stoke City              |                    |        |
| 1972–73 | NIR      | Pat Jennings          | Tottenham Hotspur       |                    | [ 13 ] |
| 1973–74 | ENG      | Ian Callaghan         | Liverpool               |                    |        |
| 1974–75 | ENG      | Alan Mullery          | Fulham                  |                    |        |
| 1975–76 | ENG      | Kevin Keegan          | Liverpool               |                    |        |
| 1976–77 | ENG      | Emlyn Hughes          | Liverpool               |                    |        |
| 1977–78 | SCO      | Kenny Burns           | Nottingham Forest       |                    |        |
| 1978–79 | SCO      | Kenny Dalglish        | Liverpool               |                    |        |
| 1979–80 | ENG      | Terry McDermott       | Liverpool               | PPY                | [ 14 ] |
| 1980–81 | NED      | Frans Thijssen        | Ipswich Town            |                    |        |
| 1981–82 | ENG      | Steve Perryman        | Tottenham Hotspur       |                    |        |
| 1982–83 | SCO      | Kenny Dalglish (2)    | Liverpool               | PPY                |        |
| 1983–84 | WAL      | Ian Rush              | Liverpool               | PPY                |        |
| 1984–85 | WAL      | Neville Southall      | Everton                 |                    |        |
| 1985–86 | ENG      | Gary Lineker          | Everton                 | PPY                |        |
| 1986–87 | ENG      | Clive Allen           | Tottenham Hotspur       | PPY                |        |
| 1987–88 | ENG      | John Barnes           | Liverpool               | PPY                |        |
| 1988–89 | SCO      | Steve Nicol           | Liverpool               |                    |        |
| 1989–90 | ENG      | John Barnes (2)       | Liverpool               |                    |        |
| 1990–91 | SCO      | Gordon Strachan       | Leeds United            |                    |        |
| 1991–92 | ENG      | Gary Lineker (2)      | Tottenham Hotspur       |                    |        |
| 1992–93 | ENG      | Chris Waddle          | Sheffield Wednesday     |                    |        |
| 1993–94 | ENG      | Alan Shearer          | Blackburn Rovers        |                    |        |
| 1994–95 | GER      | Jürgen Klinsmann      | Tottenham Hotspur       |                    |        |
| 1995–96 | FRA      | Eric Cantona          | Manchester United       |                    |        |
| 1996–97 | ITA      | Gianfranco Zola       | Chelsea                 |                    |        |
| 1997–98 | NED      | Dennis Bergkamp       | Arsenal                 | PPY                |        |
| 1998–99 | FRA      | David Ginola          | Tottenham Hotspur       | PPY                |        |
| 1999–00 | IRE      | Roy Keane             | Manchester United       | PPY                |        |
| 2000–01 | ENG      | Teddy Sheringham      | Manchester United       | PPY                |        |
| 2001–02 | FRA      | Robert Pirès          | Arsenal                 |                    |        |
| 2002–03 | FRA      | Thierry Henry         | Arsenal                 | PPY, FPY           |        |
| 2003–04 | FRA      | Thierry Henry         | Arsenal                 | PPY, FPY           | [ 15 ] |
| 2004–05 | ENG      | Frank Lampard         | Chelsea                 | FPY                | [ 16 ] |
| 2005–06 | FRA      | Thierry Henry (3)     | Arsenal                 |                    | [ 17 ] |
| 2006–07 | POR      | Cristiano Ronaldo     | Manchester United       | PPY, FPY, YPY      | [ 18 ] |
| 2007–08 | POR      | Cristiano Ronaldo (2) | Manchester United       | PPY, FPY           |        |
| 2008–09 | ENG      | Steven Gerrard        | Liverpool               | FPY                | [ 19 ] |
| 2009–10 | ENG      | Wayne Rooney          | Manchester United       | PPY                | [ 20 ] |
| 2010–11 | ENG      | Scott Parker          | West Ham United         |                    | [ 21 ] |
| 2011–12 | NED      | Robin van Persie      | Arsenal                 | PPY, FPY           | [ 22 ] |
| 2012–13 | WAL      | Gareth Bale           | Tottenham Hotspur       | PPY, YPY           | [ 23 ] |
| 2013–14 | Uruguay  | Luis Suárez           | Liverpool               | PPY, FSF           | [ 24 ] |
| 2014–15 | Belgium  | Eden Hazard           | Chelsea                 | PPY                | [ 25 ] |
| 2015–16 | England  | Jamie Vardy           | Leicester City          |                    | [ 26 ] |
| 2016–17 | France   | N'Golo Kante          | Chelsea                 | PPY                | [ 27 ] |
| 2017–18 | Egypt    | Mohamed Salah         | Liverpool               | PPY, FPY, PPS, FSF | [ 28 ] |
| 2018–19 | ENG      | Raheem Sterling       | Manchester City         | YPY                | [ 29 ] |
| 2019–20 | ENG      | Jordan Henderson      | Liverpool               |                    | [ 30 ] |
| 2020–21 | POR      | Rúben Dias            | Manchester City         | PPS                | [ 31 ] |
| 2021–22 | EGY      | Mohamed Salah         | Liverpool               | PPY, FPY           | [ 32 ] |
| 2022–23 | NOR      | Erling Haaland        | Manchester City         | PPY, PPS, PYPS     |        |
| 2023–24 | ENG      | Phil Foden            | Manchester City         | PPY, PPS           |        |
| 2024–25 | EGY      | Mohamed Salah (3)     | Liverpool               |                    | [ 33 ] |

## Câștigători după țară
| Țara            | Număr de trofee | Anii trofeelor |
| --------------- | --------------- | --- |
| Anglia          | 39              | 1947–48, 1949–50, 1950–51, 1951–52, 1952–53, 1953–54, 1954–55, 1956–57, 1958–59, 1959–60, 1961–62, 1962–63, 1963–64, 1965–66, 1966–67, 1968–69, 1971–72, 1973–74, 1974–75, 1975–76, 1976–77, 1979–80, 1981–82, 1985–86, 1986–87, 1987–88, 1989–90, 1991–92, 1992–93, 1993–94, 2000–01, 2004–05, 2008–09, 2009–10, 2010-11, 2015–16, 2018–19, 2019–20, 2023–24 |
| Scoția          | 9               | 1964–65, 1968–69, 1969–70, 1970–71, 1977–78, 1978–79, 1982–83, 1988–89, 1990–91 |
| Franța          | 7               | 1995–96, 1998–99, 2001–02, 2002–03, 2003–04, 2005–06, 2016–17 |
| Irlanda de Nord | 4               | 1957–58, 1960–61, 1967–68, 1972–73 |
| Țările de Jos   | 3               | 1980–81, 1997–98, 2011–12 |
| Țara Galilor    | 3               | 1983–84, 1984–85, 2012–13 |
| Portugalia      | 3               | 2006–07, 2007–08, 2020–21 |
| Egipt           | 3               | 2017–18, 2021–22, 2024–25 |
| Irlanda         | 2               | 1948–49, 1999–00 |
| Germania        | 2               | 1955–56, 1994–95 |
| Italia          | 1               | 1996–97 |
| Uruguay         | 1               | 2013–14 |
| Belgia          | 1               | 2014–15 |
| Norvegia        | 1               | 2022–23 |

## Cluburi după trofee
| Club                    | Trofee | Anii trofeelor |
| ----------------------- | ------ | --- |
| Liverpool               | 16     | 1973–74, 1975–76, 1976–77, 1978–79, 1979–80, 1982–83, 1983–84, 1987–88, 1988–89, 1989–90, 2008–09, 2013–14, 2017–18, 2019–20, 2021–22, 2024–25 |
| Manchester United       | 9      | 1948–49, 1965–66, 1967–68, 1995–96, 1999–00, 2000–01, 2006–07, 2007–08, 2009–10                                                                |
| Tottenham Hotspur       | 9      | 1957–58, 1960–61, 1972–73, 1981–82, 1986–87, 1991–92, 1994–95, 1998–99, 2012–13                                                                |
| Arsenal                 | 8      | 1949–50, 1970–71, 1997–98, 2001–02, 2002–03, 2003–04, 2005–06, 2011–12                                                                         |
| Manchester City         | 7      | 1954–55, 1955–56, 1968–69, 2018–19, 2020–21, 2022–23, 2023–24                                                                                  |
| Leeds United            | 4      | 1964–65, 1966–67, 1969–70, 1990–91 |
| Chelsea                 | 4      | 1996–97, 2004–05, 2014–15, 2016–17 |
| Everton                 | 2      | 1984–85, 1985–86 |
| Stoke City              | 2      | 1962–63, 1971–72 |
| Wolverhampton Wanderers | 2      | 1951–52, 1959–60 |
| Preston North End       | 2      | 1953–54, 1956–57 |
| Blackpool               | 2      | 1947–48, 1950–51 |
| West Ham United         | 2      | 1963–64, 2010-11 |
| Leicester City          | 1      | 2015–16 |
| Blackburn Rovers        | 1      | 1993–94 |
| Sheffield Wednesday     | 1      | 1992–93 |
| Ipswich Town            | 1      | 1980–81 |
| Nottingham Forest       | 1      | 1977–78 |
| Fulham                  | 1      | 1974–75 |
| Derby County            | 1      | 1968–69 |
| Burnley                 | 1      | 1961–62 |
| Luton Town              | 1      | 1958–59 |
| Bolton Wanderers        | 1      | 1952–53 |